# Lapeng
Lapeng is een bestuurslaag in het regentschap Aceh Besar van de provincie Atjeh, Indonesië. Lapeng telt 130 inwoners (volkstelling 2010).